# 7. poprawka do Konstytucji Stanów Zjednoczonych

Rękopis Karty Praw Stanów Zjednoczonych Ameryki

7. poprawka do Konstytucji Stanów Zjednoczonych – uchwalona w ramach Karty Praw Stanów Zjednoczonych Ameryki (pierwsze dziesięć poprawek do Konstytucji Stanów Zjednoczonych), weszła w życie 15 grudnia 1791 roku.

## Treść
Treść oryginalna:

Amendment VII

In Suits at common law, where the value in controversy shall exceed twenty dollars, the right of trial by jury shall be preserved, and no fact tried by a jury, shall be otherwise re-examined in any Court of the United States, than according to the rules of the common law.

co można przetłumaczyć jako:

Poprawka VII

W prowadzonych według prawa powszechnego sprawach cywilnych, w których wartość przedmiotu sporu przekracza dwadzieścia dolarów, utrzymuje się właściwość sądu przysięgłych, a fakty, ustalone przez taki sąd, nie mogą być ponownie ustalane przez jakikolwiek sąd Stanów Zjednoczonych według innych zasad, niż wynikające z prawa powszechnego.